# خزنده آریزونا
خزنده آریزونا (نام علمی: Arizonerpeton) نام یک سرده از راسته سمندرک‌سانان است.